# 放送学科
放送学科（ほうそうがっか）は、放送についての教育研究を目的とした大学の学科の一つである。

## 放送学科または放送学に関連した学科のある日本の大学
- 日本大学 芸術学部 放送学科（ラジオ制作、テレビ制作、音響技術、映像技術、脚本、CM、アナウンス、マスコミの各分野）
- 大阪芸術大学 芸術学部 放送学科
- 尚美学園大学 芸術情報学部 情報表現学科 音響コース 映像コース
- 東京工科大学 メディア学部 メディア学科
- 東京工芸大学 芸術学部 映像学科
- 東海大学 文学部 広報メディア学科
- 宝塚造形芸術大学 メディア・コンテンツ学部 映像造形デザイン学科 放送コース
- 千葉商科大学 政策情報学部 政策情報学科 文化・表現メディアコース
- 昭和音楽大学 音楽学部 音楽芸術運営学科